# Mary Cassatt: An American Impressionist
Mary Cassatt: An American Impressionist è un film TV del 1999 diretto da Richard Mozer e basato sulla vita della pittrice statunitense Mary Cassatt.

## Riconoscimenti
- Daytime Emmy Award 2000: Rendimento Eccezionale nel montaggio di una singola cinepresa (Rik Morden)
- nomination ai Daytime Emmy Awards 2000: Regia Eccezionale per uno Speciale per Bambini (Richard Mozer, Mitchell Kriegman)
- San Francisco International Film Festival 2000: Stelo d'Argento: Televisione - Programma per Bambini (David Devine, Richard Mozer)
- Young Artist Awards 2000
  - Nomination per Miglior Film Family (Richard Mozer)
  - Nomination per Miglior Performance in un Film TV (Emma Taylor-Isherwood, Jonathan Koensgen, Charlotte Sullivan)